# Александар Џикић
Александар Џикић (Београд, 23. март 1971) јесте српски кошаркашки тренер. Тренутно је селектор Грузије.

## Тренерска каријера

### Почеци
Џикић је тренерску каријеру почео лета 1991. у Партизану, као ученик Драгана Драгосавца. Затим је радио са Пером Родићем и Ненадом Трајковићем, такође у млађим категоријама црно-белих. На позив Мише Лакића 1994. је прешао у Беовук као помоћни тренер, да би последње две сезоне у овом београдском клубу био први тренер.
У Партизан се вратио 1999. године када је Ненад Трајковић презуео кормило сениора. Након тога је био помоћни тренер у Партизану и код тренера Дарка Русоа и Душка Вујошевића. У Партизану је остао шест сезона, све до 2005, и као помоћни тренер је освојио четири титуле државног првака и два национална купа.
У јулу 2005. је постављен за тренера новобеоградског прволигаша Атласа. На овој функцији је био тек нешто више од месец и по дана, пошто је у септембру исте године добио позив НБА тима Минесота тимбервулвса да буде помоћни тренер у стручном штабу главног тренера Двејна Кејсија. Наредне две године је провео у Минесоти.

### Олимпија Љубљана
У јануару 2008. године је постављен за тренера словеначког евролигаша Унион Олимпије. Са Олимпијом је у сезони 2007/08. освојио првенство и Куп Словеније, уз учешће на завршном турниру Јадранске лиге. Џикић је водио Олимпију и на почетку сезоне 2008/09, све до 5. децембра 2008. када је споразумно раскинуо уговор са клубом. У моменту одласка, Џикићев тим је био последњи у групи Ц Евролиге са скором 1-5, а у Јадранској лиги су били 9. на табели са четири победе и шест пораза.

### Крка
У јулу 2009. је постављен за тренера Крке из Новог Места. У сезони 2009/10, његовој првој у клубу, Џикић са Крком није наступао у Јадранској лиги већ само у словеначком првенству. Тамо је водио Крку до титуле првака Словеније, након што је у финалу савладао свој бивши клуб љубљанску Олимпију. То је била трећа титула за Крку у клупској историји.
Сезона 2010/11. је у биографији тренера Џикића забележена као најуспешнија до сада, јер са екипом Крке прави сензацију и осваја прво међународно такмичење - Еврочеленџ куп, док се у Јадранској лиги пласирао на финални турнир, а у Словенији освојио титулу.

### Лијетувос ритас
У јуну 2011. је постављен за тренера Лијетувос ритаса. Није успео да се пласира кроз квалификације у Евролигу, пошто је поражен у финалном мечу од Галатасараја, па је његов тим такмичење наставио у Еврокупу. Ту је успео да доведе свој тим до завршног турнира где је заузео треће место. Џикић је са Ритасом стигао до финала литванског првенства где је поражен од Жалгириса резултатом 3:0 у победама. На почетку сезоне 2012/13, клуб је забележио три узастопна пораза након чега је Џикић добио отказ.

### Крка
У јуну 2013. поново је постао тренер Крке. Са клубом из Новог Места је у сезони 2013/14. освојио прву историјску дуплу круну, у оба домаћа финала Крка је била боља од најтрофејнијег словеначког клуба Олимпије. У наредној 2014/15. сезони, Џикић је са Крком опет освојио трофеј у Купу Словеније победом над екипом Златорога у финалу. Ипак, сезона је на крају била неуспешна пошто је Крка своју одбрану титуле првака Словеније завршила у полуфиналу доигравања након неочекиваног пораза од каснијег шампиона Шентјура (0:2 у серији). У јуну 2015. године Џикић је напустио Крку.

### Партизан
Џикић је 5. јануара 2016. постављен за тренера Партизана. Преузео је клуб из Хумске у тешком тренутку у ком се екипа налазила, и успео да стигне од доњег дела табеле до петог места у Јадранској лиги, као и финала Купа Радивоја Кораћа и Суперлиге Србије. У наредној 2016/17. сезони црно-бели су завршили такмичење у полуфиналима Јадранске лиге и Суперлиге Србије, а клуб је играо и у ФИБА Лиги шампиона где је заустављен на старту друге фазе. Џикић и Партизан су 13. јуна 2017. споразумно раскинули сарадњу.

### Будућност
Џикић је 22. јуна 2017. постављен за тренера Будућности. Џикић је са екипом Будућности освојио Јадранску лигу у сезони 2017/18, након што је у финалној серији савладана Црвена звезда резултатом 3:1 у победама. То је била прва освојена Јадранска лига у клупској историји. Освајањем регионалног такмичења клуб из Подгорице је изборио повратак у Евролигу након 15 година. Поред овога, Џикић је са екипом Будућности у сезони 2017/18. освојио и трофеј у Купу Црне Горе. У финалу црногорског првенства клуб из Подгорице је поражен од Морнара, па је тако по први пут од самосталности Црне Горе 2006. године остао без трофеја намењеног државном прваку.
Након серије од шест везаних пораза, Џикић је 28. децембра 2018. добио отказ у Будућности. У моменту Џикићевог отказа, Будућност је у Евролиги имала скор од три победе и 12 пораза док је у Јадранској лиги учинак био осам победа и четири пораза.

### Естудијантес
Лета 2019. године је постављен за тренера шпанског прволигаша Естудијантеса. На тој функцији је био до јануара наредне године када је добио отказ након што је клуб забележио 11 пораза у последњих 12. кола шпанске АЦБ лиге. У моменту отказа, Џикићев тим се налазио на последњем месту АЦБ лиге са само четири победе у првих 18. кола.

### Будућност
Александар Џикић је 22. јуна 2021. поново постављен за тренера Будућности. У фебруару 2022, Џикић је са екипом Будућности освојио Куп Црне Горе, савладавши у финалу Морнар из Бара резултатом 89:77. У Еврокупу, Будућност је у својој групи завршила на петом месту након чега је у осмини финала елиминисана од Андоре. У Јадранској лиги, Подгоричани су поражени у полуфиналној серији плеј-офа од Партизана са 2:1, с тим што је у мајсторици Будућност претрпела тежак пораз од црно-белих у хали Александар Николић, 101:77. У завршници сезоне, Џикић је екипи Будућности донео трофеј првака Црне Горе након што је у финалној серији савладан Морнар резултатом 3:2 у победама. Будућност је на крају сезоне 2021/22. одлучила да не продужи сарадњу са Џикићем.

### Хапоел Јерусалим
У јуну 2022. је постављен за тренера Хапоела из Јерусалима. Први трофеј са екипом Хапоела је освојио у фебруару 2023. када је његова екипа у финалу израелског Купа савладала Макаби из Тел Авива резултатом 76:61.

## Репрезентације
Са кадетском репрезентацијом Југославије 1999. године освојио је Европско првенство за годиште 1983. и млађи, када је као помоћник сарађивао са тренером Петром Родићем.
У мају 2011. године, Џикић је постављен за селектора репрезентације Србије до 20 година. Два месеца касније, у јулу 2011, одабрао је играче за Европско првенство у Билбау. Предвођена играчима попут Недовића, Калинића, Анђушића, Ђекића, Јарамаза, репрезентација Србије је елиминисана већ у групној фази након што је у првом колу савладала Русију а затим је у преостала два меча поражена од Црне Горе и Словеније. Џикићева екипа је након тога играла за пласман од 13. до 16. места са екипама Литваније, Хрватске и Аустрије. Тамо је Србија остварила свих шест победа па је на крају заузела 13. место.
Наредне 2012. године, Џикић је предводио репрезентацију Србије до 20 година на Европском првенству у Словенији. Овога пута екипа је била предвођена играчима попут Богдановића, Миљеновића, Цветковића, Митровића итд. Џикићева екипа је на овом првенству била непобедива све до полуфинала када је поражена од Литваније (68:73). Након тога је и у борби за треће место екипа савладана од Шпаније (66:67).
Дана 30. децембра 2013. године је постављен за селектора репрезентације Македоније. Са Џикићем на клупи, Македонија је изборила пласман на Европско првенство 2015. године. У својој квалификационој групи Македонија је завршила као друга, иза Белгије а испред Белорусије и Данске. Ипак, Џикић није водио Македонију на Европско првенство 2015. јер је само месец и по дана пре почетка истог добио отказ. На сајту Кошаркашког савеза Македоније наведено је да је Управни одбор донео одлуку да раскине уговор са српским тренером због нарушеног односа и изгубљеног поверења.

## Трофеји

### Партизан (као помоћни тренер)
- Првенство СР Југославије (2) : 2001/02, 2002/03.
- Првенство Србије и Црне Горе (2) : 2003/04, 2004/05.
- Куп СР Југославије (2) : 1999/00, 2001/02.

### Олимпија
- Првенство Словеније (1) : 2007/08.
- Куп Словеније (1) : 2007/08.
- Суперкуп Словеније (1) : 2008.

### Крка
- Првенство Словеније (3) : 2009/10, 2010/11, 2013/14.
- Куп Словеније (2) : 2013/14, 2014/15.
- Суперкуп Словеније (2) : 2010, 2014.
- ФИБА Еврочеленџ (1) : 2010/11.

### Будућност
- Јадранска лига (1) : 2017/18.
- Првенство Црне Горе (1) 2021/22.
- Куп Црне Горе (2) : 2018, 2022.

### Хапоел Јерусалим
- Куп Израела (1) : 2023.
- Лига куп Израела (1) : 2023.